# Rezerwat przyrody Dąbrowa koło Biadek Krotoszyńskich
Dąbrowa koło Biadek Krotoszyńskich – leśny rezerwat przyrody położony w gminie wiejskiej Ostrów Wielkopolski, w powiecie ostrowskim, w województwie wielkopolskim, ok. 15 km na zachód od Ostrowa Wielkopolskiego.
Utworzony na mocy zarządzenia Ministra Leśnictwa i Przemysłu Drzewnego z 26 kwietnia 1963 roku, obejmuje obszar 16,20 ha (akt powołujący podawał 16,62 ha) naturalnych lasów dębowych z domieszką grabów, w pobliżu Chruszczyn, w oddziale leśnym nr 76 leśnictwa Kamionka. Są to lasy typowe dla południowej Wielkopolski. Wokół rezerwatu utworzono otulinę o powierzchni 13,14 ha.
Przedmiotem ochrony jest naturalny, urozmaicony las dębowy ze starodrzewem. Występują tu: las świeży, las mieszany świeży, las wilgotny i bagno. Dęby mają ponad 275 lat, wysokość do 30 metrów, a obwody do 330-420 cm. W domieszce występuje sosna zwyczajna w wieku ponad 180 lat, a także osiki, brzozy, buki, olsze czarne, świerki i kruszyna pospolita. W podszycie występują: trzcinnik leśny, borówka czarna, turzyca pigułkowata, kłosówka miękka, gwiazdnica wielkokwiatowa, kostrzewa olbrzymia, gajowiec żółty oraz przytulia wonna. Stwierdzono tu występowanie 187 gatunków roślin naczyniowych (2004), m.in. były to: gnieźnik leśny, gwiazdnica bagienna, szczaw gajowy, klon polny i jarząb brekinia. Najliczniej gniazdowały na tym terenie szpak i zięba, a także: świstunka, sikora bogatka, modraszka zwyczajna, muchołówka żałobna, rudzik, dzięcioł czarny, dzięcioł średni, grubodziób zwyczajny i wilga. Zalatywały natomiast: gołąb siniak, turkawka zwyczajna, zniczek, raniuszek zwyczajny i dudek.
Całość rezerwatu znajduje się na terenie Obszaru Chronionego Krajobrazu Dąbrowy Krotoszyńskie Baszków-Rochy.

## Gatunki roślin chronionych
Ochrona ścisła:
- jarząb brekinia (Sorbus torminalis)

Ochrona częściowa:
- marzanka wonna (Asperula odorata)
- konwalia majowa (Convallaria maialis)
- kruszyna pospolita (Frangula alnus)
- kalina koralowa (Viburnum opulus)

## Podstawa prawna
- Zarządzenie Ministra Leśnictwa i Przemysłu Drzewnego z 26.04.1963 r. Monitor Polski z 1963 r, Nr 41, Poz. 202
- Obwieszczenie Wojewody Wielkopolskiego z dn. 4.10.2001 r. w sprawie ogłoszenia wykazu rezerwatów przyrody utworzonych do dn.31.12.1998 r.
- Zarządzenie Regionalnego Dyrektora Ochrony Środowiska w Poznaniu z dnia 18 czerwca 2015 r. w sprawie rezerwatu przyrody „Dąbrowa koło Biadek Krotoszyńskich”